# Beça
Beça ist eine Gemeinde (Freguesia) im portugiesischen Kreis Boticas. In ihr leben 778 Einwohner (Stand 19. April 2021).

## Sehenswürdigkeiten

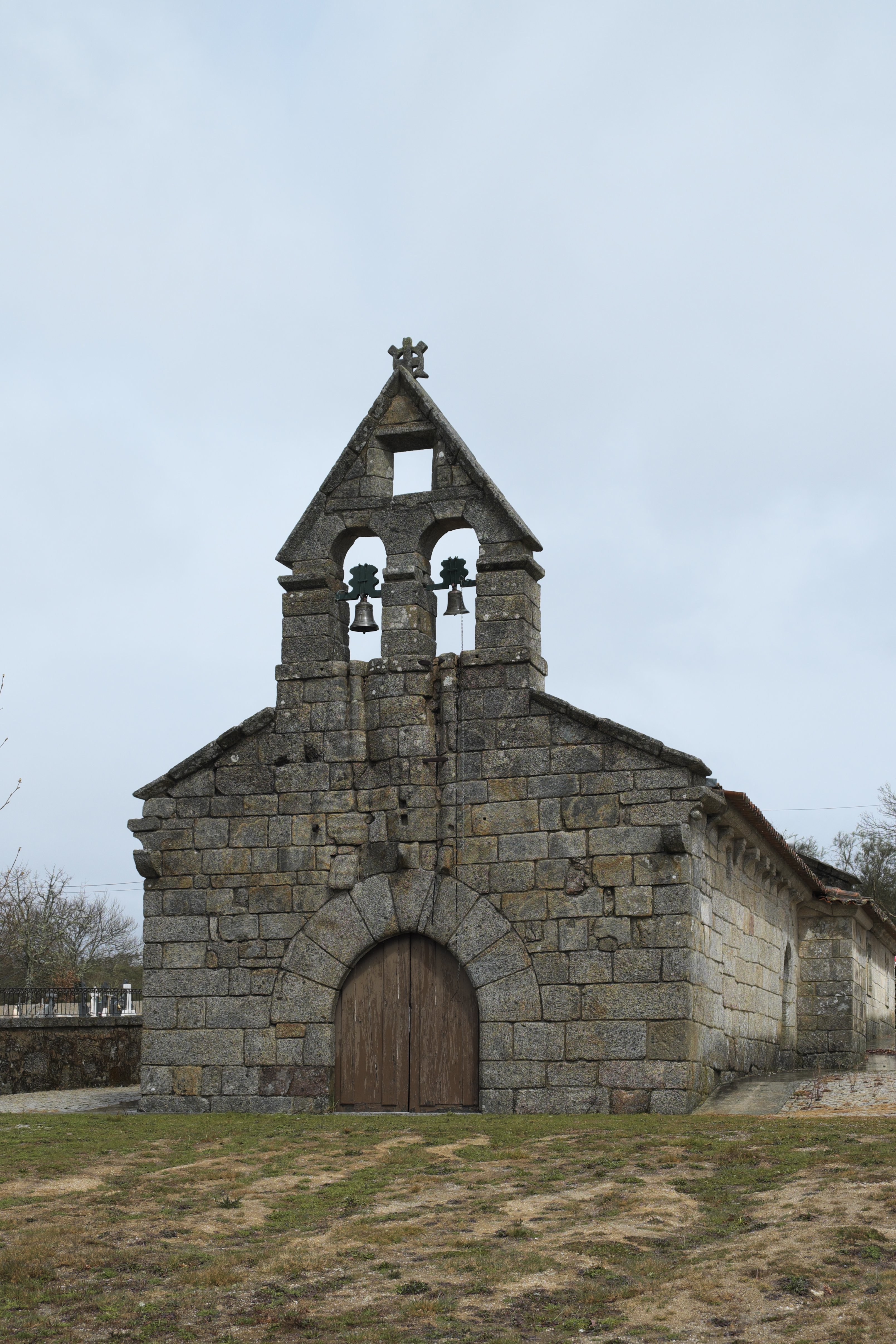
Kirche São Bartolomeu

- Kirche São Bartolomeu, romanisch